# St. Peter und Paul (Westheim)

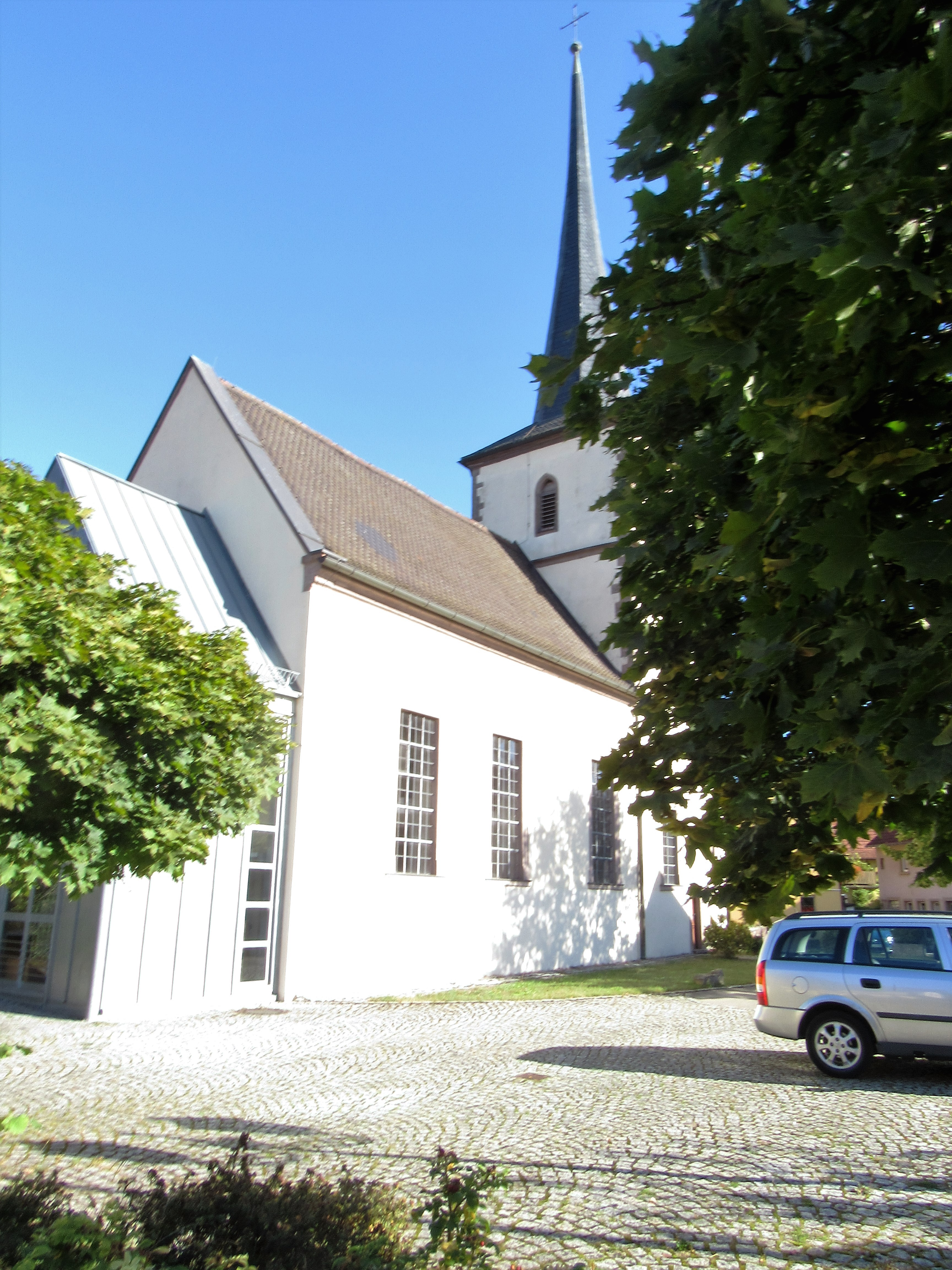
Kirche St. Peter und Paul in Westheim

Die römisch-katholische Filialkirche St. Peter und Paul ist die Dorfkirche von Westheim, einem Stadtteil von Hammelburg im Landkreis Bad Kissingen. Westheim ist eine Filiale der Pfarrei Langendorf. Die Kirche gehört zu den Baudenkmälern von Hammelburg und ist unter der Nummer D-6-72-127-231 in der Bayerischen Denkmalliste registriert.

## Geschichte
Der Kirchturm ist im Untergeschoss romanisch und wurde im 12. Jahrhundert erbaut. Im Jahr 1611 wurde die Kirche nachgotisch neu gebaut und der Kirchturm erhöht. Im Jahr 1756 fand ein Neubau des Chors und ein Umbau des Langhauses statt.

## Beschreibung und Ausstattung
Das Langhaus mit drei Fensterachsen trennt das Untergeschoss des Kirchturms vom eigentlichen Chor im Osten. Der Kirchturm ist ein Julius-Echter-Turm. Am Hochaltar aus dem späten 17. oder frühen 18. Jahrhundert ist ein Ölbild der Kreuzigung Christi zu sehen. Es ist wie das Deckengemälde (Schlüsselübergabe an Petrus) ein Werk des Malers Johann Peter Herrlein. Neben dem Hochaltar befinden sich spätgotische Figuren der Kirchenpatrone Petrus und Paulus aus der Zeit um 1490. Am einzigen Seitenaltar links steht eine ebenfalls spätgotische Marienfigur von 1480.

## Geläut
Das Geläut wurde im Jahr 1931 durch die Gebr. Klaus in Heidingsfeld um die beiden größeren Glocken auf drei Glocken ergänzt.
| Nr. | Name                   | Schlagton | Gewicht | Durchm. | Höhe  | Inschrift                               |
| --- | ---------------------- | --------- | ------- | ------- | ----- | --------------------------------------- |
| 1   | Peter- und Paulsglocke | g’        | 660 kg  | 103 cm  | 93 cm | Sancti Petre et Paule, orate pro nobis. |
| 2   | Marienglocke           | h’        | 320 kg  | 79 cm   | 73 cm | Regina Francorum protege nos.           |
| 3   | Kreuzglocke            | d’’       | 195 kg  | 66 cm   | 64 cm | Ave crux pretiosa.                      |